# Automeris zurobara
Automeris zurobara är en fjärilsart som beskrevs av Druce 1886. Automeris zurobara ingår i släktet Automeris och familjen påfågelsspinnare. Inga underarter finns listade i Catalogue of Life.